# برج ویلیام آر. اسنادگرس تنسی
برج ویلیام آر. اسنادگرس تنسی (انگلیسی: William R. Snodgrass Tennessee Tower) که با نام برج تنسی (انگلیسی: Tennessee Tower) هم شناخته می‌شود، آسمان‌خراشی در مرکز شهر نشویل، تنسی است که اداره‌جات فرمانداری تنسی را در خود جای داده است.